# Cinnamomum pedatinervium
Cinnamomum pedatinervium är en lagerväxtart som beskrevs av Carl Daniel Friedrich Meisner. Cinnamomum pedatinervium ingår i släktet Cinnamomum och familjen lagerväxter. Inga underarter finns listade i Catalogue of Life.